# Цыганков, Василий Парфентьевич
Василий Парфентьевич Цыганков (1881, Киевская губерния, Российская империя — 26 июня 1920, Таврическая губерния, РСФСР) — русский революционер, участник Октябрьской революции и севастопольского подполья в годы Гражданской войны.

## Биография
Родился в 1881 году в Киевской губернии в крестьянской семье. С 19 лет часто выезжал в Крым на заработки. После военной службы выезжает с семьей в Севастополь, работает каменщиком в судоремонтной мастерской порта. В конце 1917 года — один из организаторов Красной Гвардии, участвовал в установлении Советской власти в Крыму, активный участник подпольного движения. В его доме находилась конспиративная явочная квартира большевиков.
Арестован контрразведкой Вооружённых сили юга России. Казнён 26 июня 1920 года. Останки Цыганкова после Гражданской войны перезахоронены в братской могиле у южных ворот на кладбище Коммунаров в Севастополе. В 1937 году на ней по проекту архитектора М. А. Садовского воздвигнут памятник 49 коммунарам (указан как Цыганков В. П.).

## Память
11 января 1939 года именем Василия Цыганкова названа улица в квартале Красная горка Нахимовского района Севастополя (в источниках указано прежнее название района — Зелёная горка — однако в настоящее время (2021 год) Зелёной горкой называется другая возвышенность, расположенная северо-восточнее, в Балаклавском муниципальном округе вдоль Инкерманской бухты).